# 孔剧
孔剧是泰国传统舞蹈文化的代表。在古代，只有男性才能演出孔剧，并且只在王宫内才有演出。舞蹈演员会戴上华丽的假面面具，在解说员的解说后起舞，矫若游龙。现在也有由女性担任主角的孔剧，这种孔剧被称为“女孔剧”（โขนผู้หญิง）。

## 名称
孔剧的名称来自泰语词汇“孔”（โขน），“孔”的来源尚未明确，但学界给出了四种解释。第一种解释是说“孔”是一种用来自印度的皮革而制成的乐器，外表和形状跟现代的鼓类似。 这种乐器曾经很流行，并且常用于当地传统表演。因此，它被认为是在孔剧中演奏的其中一种乐器，孔剧因而得名。第二种解释是说“孔”源于泰米尔语 “goll” 或者 “golumn”。在泰米尔语中，它表示的是性别，或者是与孔剧演员服装类似的一种衣服及装饰。第三种解释是指“孔”来自一种在表演中会出现的玩偶。第四种解释是指“孔”来自泰语，意为角色扮演。

## 历史
孔剧融合了多种艺术于一身。目前还没有确切的证据能够证明孔剧是在哪一个时期产生的，但是在大城王国那莱王统治时期，爱情长诗帕罗赋 中对孔剧的描写，至少表明了在那个时期孔剧已经存在了。
有说法称孔剧的雏形是国王登基庆典时表演的“耍龙”，源自印度，经高棉传入暹罗（一说自爪哇岛和马来半岛传入），主题是诸神和夜叉围绕着须弥山争夺仙水。许多东南亚国家都有与孔剧类似的舞蹈，如缅甸、柬埔寨、老挝和马来西亚等。

## 表演与角色
孔剧主角最初只能由男性表演。女性只能扮演女神或者神明。然而，在现代，女性也可以出演猴子或者魔鬼角色。古时候，孔剧只在王室中表演。国王的儿子常常会扮演猴子或者是魔鬼。与东南亚诸国的类似剧种相比，泰国孔剧更强调舞蹈动作，舞蹈手势能传达出很多意思，而且特定的角色有着特定的手势。表演时边说边唱，以字正腔圆、声音洪亮为佳。孔剧需要演员从小开始接受舞蹈训练，这是为了让手脚灵活，从而使演员能够做出各种复杂的动作，如猴子后空翻。
孔剧以史诗故事（主要是罗摩衍那的泰国变体拉玛坚）为基础，有各种各样的故事和角色。其中最著名的故事是国王拉玛与十面魔王托萨之间的战争。十面魔王托萨抢走了国王漂亮的妻子悉达，在国王弟弟和神猴哈努曼的帮助下，国王打败了魔王，救回了悉达。
在这个故事中，孔剧演员常分为以下四类：人类主角、女神、魔鬼或夜叉以及猴子。
1. 人类主角。人类往往是男性角色。扮演者需要有健美的身材，胳膊、腿、脖子比例匀称，并且面容清秀。人类的主要特点是要有优美的姿势、动作和性格。
2. 女神。神明主要是由女性角色扮演。扮演者需要有优美匀称的身材，还要有姣好的面貌。女神的主要特点是要有美貌，舞姿和手势要优雅。
3. 魔鬼或夜叉。这类角色是孔剧中的反派角色。他们有着强壮、凶残的特点。因此与之相对应，扮演者的身材常常要比人类主角更为强壮，更为高大。舞姿和手势也要强而有力。
4. 猴子。在孔剧中，猴子的角色有位重要。孔剧表演的最主要特色就是来自于猴子“哈努曼”。尽管猴子角色的舞姿和手势要像猴子一样敏捷灵活，但是这个角色依然要展现出孔剧优雅缓慢的一面。因此，猴子的表演在泰国艺术中可以说是最为复杂的。

## 图册

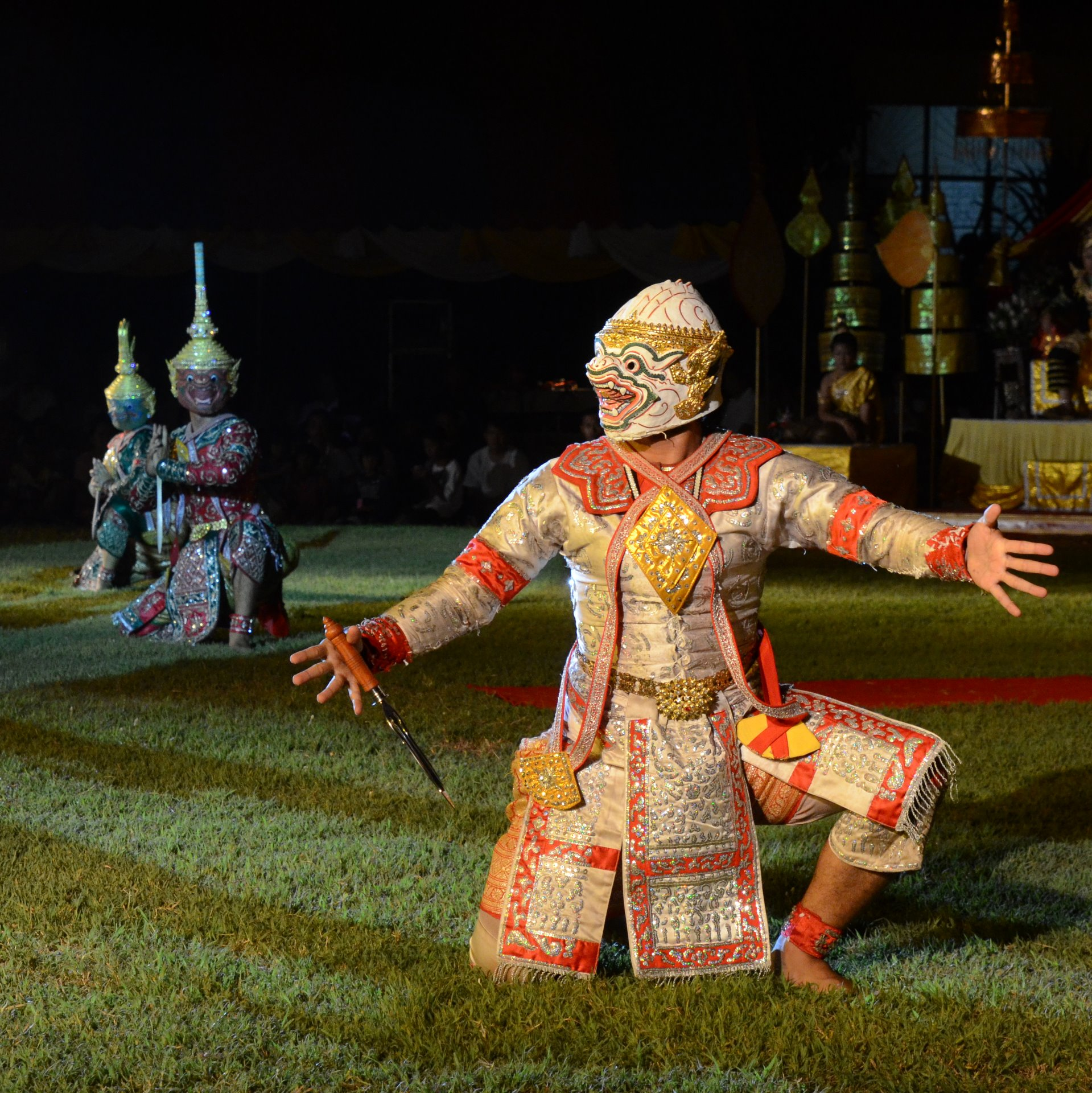
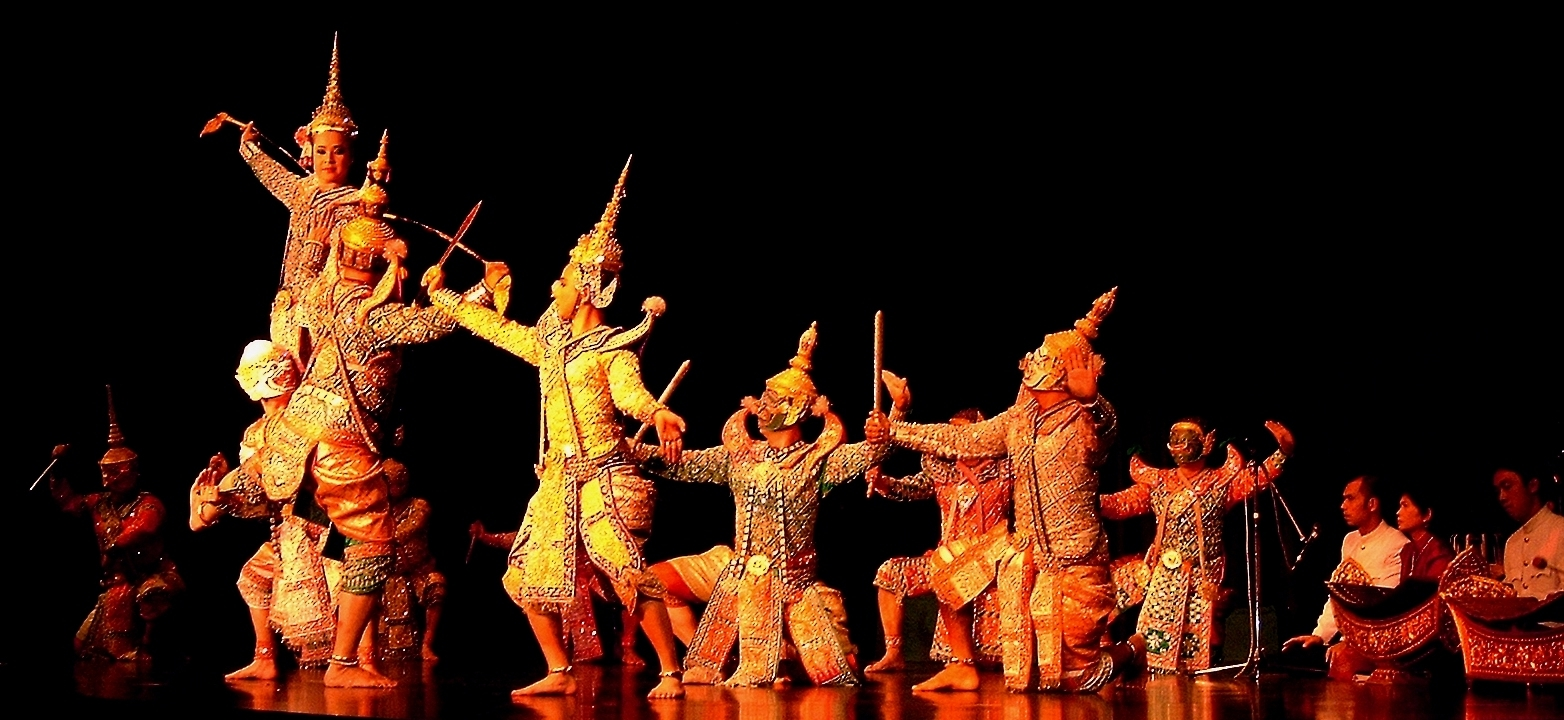
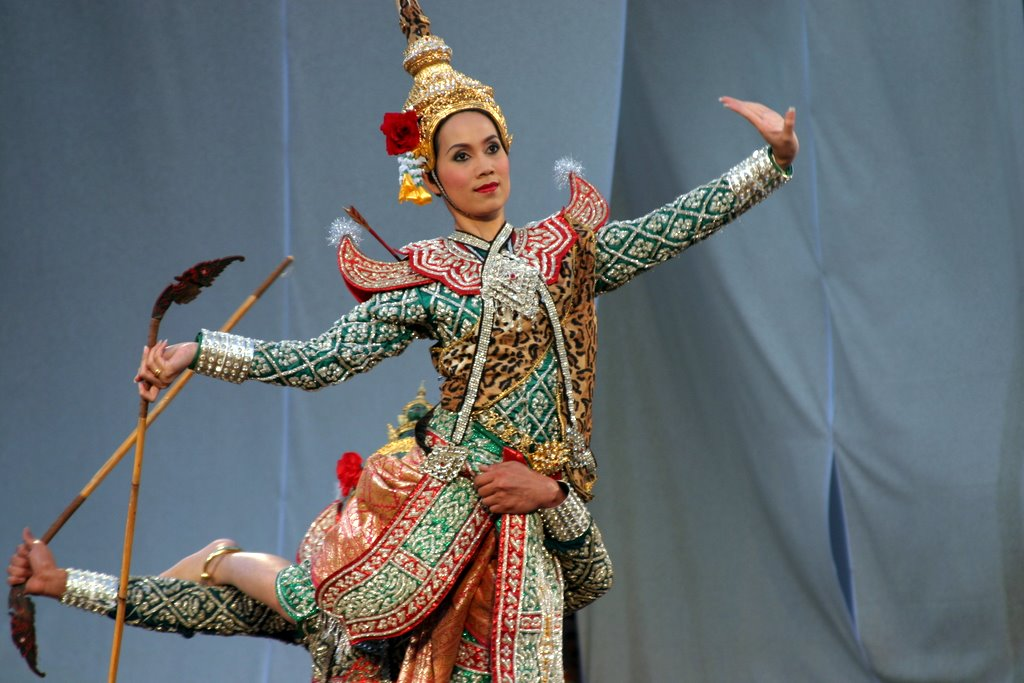
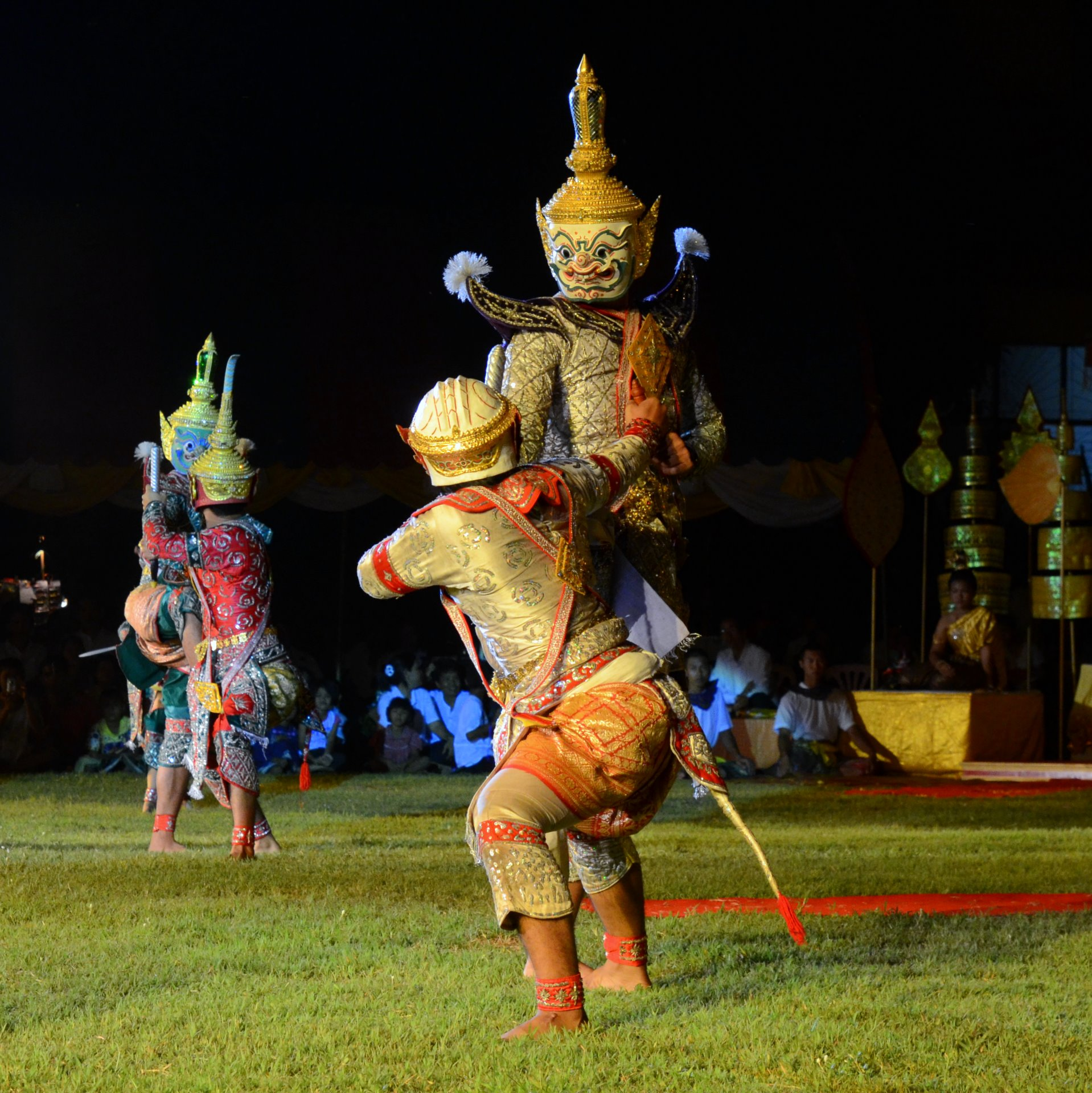
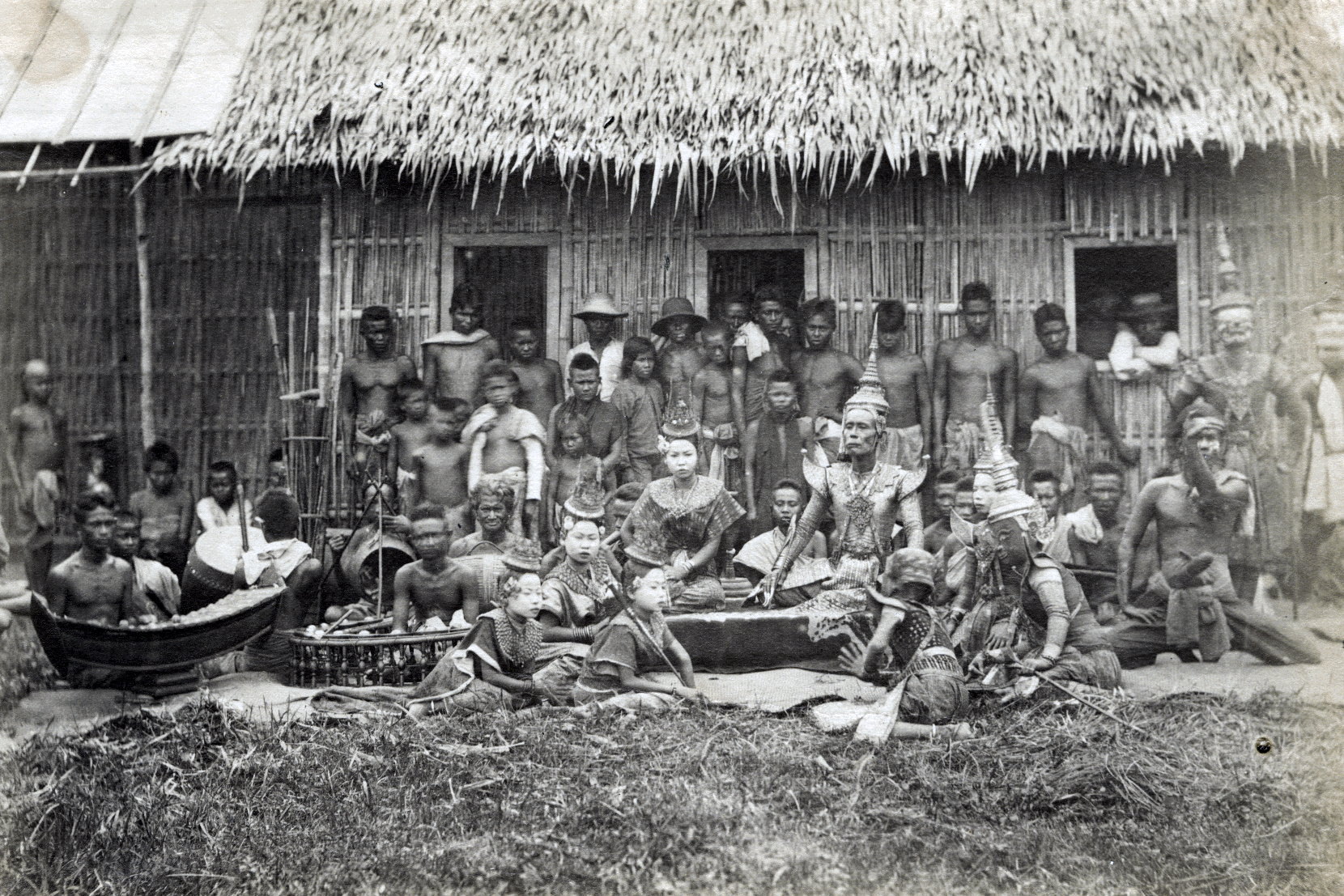
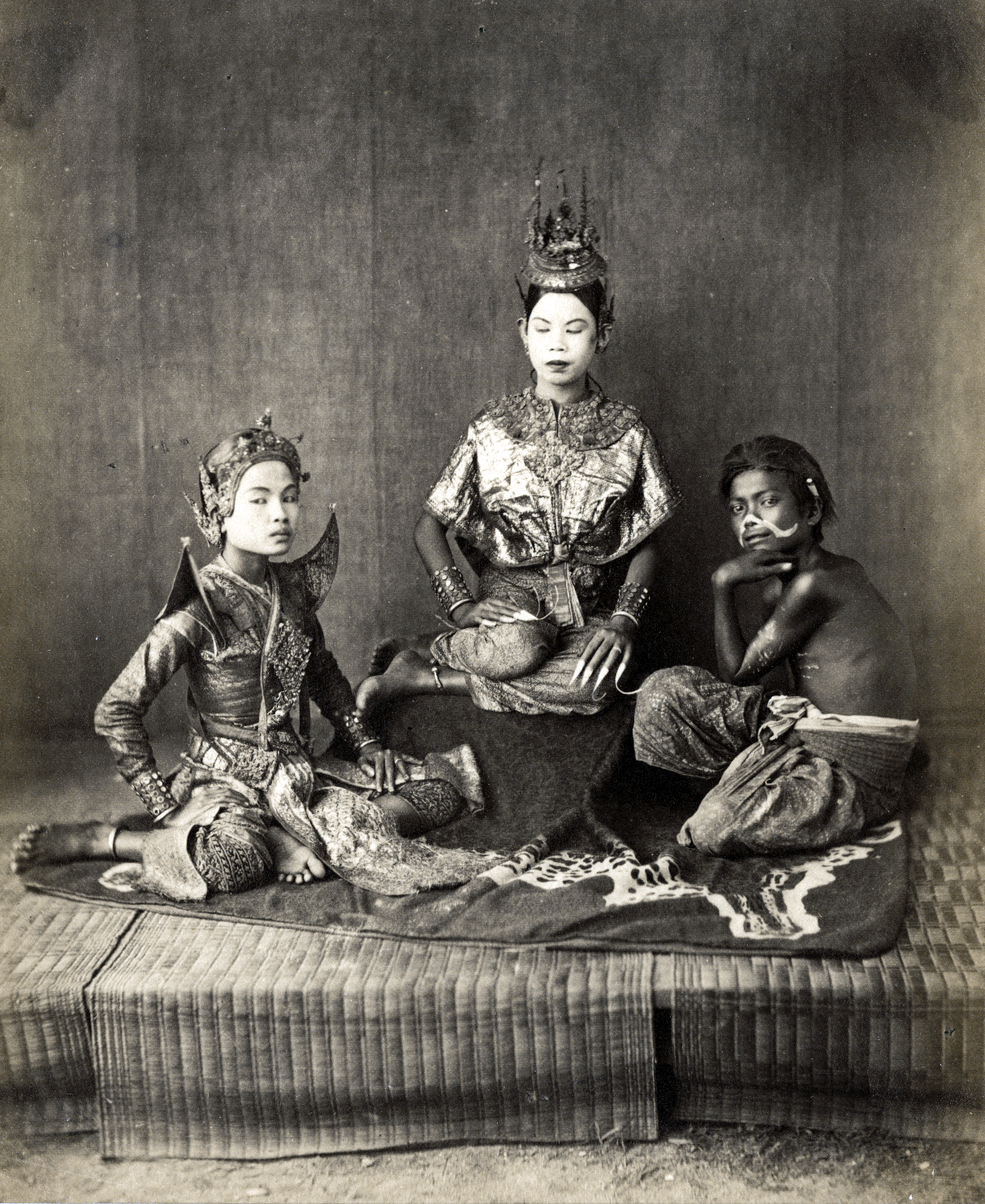

### 文献
- Brandon, James R. (1967). Theatre in Southeast Asia. Harvard University Press
- มูลนิธิส่งเสริมศิลปาชีพในสมเด็จพระนางเจ้าสิริกิติ์พระบรมราชินีนาถ. (2552). วิวัฒนาการเครื่องแต่งกายโขน-ละครสมัยรัตนโกสินทร์. Thailand: บริษัท แปลน โมทิฟ จำกัด. （泰文）

### 附注
1. ↑  .   [2013-11-18]. （原始内容存档于2012-03-11）.
2. ↑  .   [2017-06-08]. （原始内容存档于2017-10-16） （泰语）.
3. ↑  Sriworapoj Boonteun. . 泰國曼谷: Rungsri printing company. : 2552 （泰语）.
4. 1 2 3  段立生. . 北京: 商务印书馆. 2005: 328. ISBN 7100042860.